# Gabriel Ríos
Gabriel Ríos (San Juan, Porto Rico, 1978) é um cantor e compositor belga-porto-riquenho que atualmente reside na Bélgica e em Nova York.

## Biografia
Gabriel nasceu em Porto Rico, de pais porto-riquenhos, e foi criado na ilha até os 17 anos. Mudou-se então para a cidade de Ghent, na Bélgica, para estudar pintura. Ríos rapidamente formou várias bandas, entrando na cena musical local . Seu primeiro disco, Ghostboy (2005), foi produzido por Jo Bogaert (do Technotronic) e trazia uma mistura de latim, hip hop, rock e música eletrônica. O single principal, "Broad Daylight", foi bem recebido na Bélgica, Holanda e França. Angelhead (2007), também produzido por Bogaert mergulhou ainda mais na música pop eletrônica e o ajudou a garantir seguidores ao vivo, bem como uma presença constante em festivais de verão.
Uma mudança de curso viu Ríos abandonar instrumentos eletrônicos e batidas e gravar seu terceiro álbum The Dangerous Return (2010), com o pianista de jazz Jef Neve e o colaborador frequente Kobe Proesmans na percussão.
Em 2011, Ríos mudou-se para Nova York para escrever canções para um novo álbum que ele esperava incluiria pouco mais do que guitarra e voz. A crescente atração por apresentações solo levou a uma residência informal de três anos no Rockwood Music Hall, onde conheceu o músico / produtor Ruben Samama, que iria tocar contrabaixo e também produzir o disco. A esposa de Samama, a violoncelista Amber Docters van Leeuwen, completou o trio e foi essa formação que serviria de base para a sonoridade do disco. Ficou claro que o álbum teria que ser gravado ao vivo com overdubbing limitado e, em busca de uma sala adequada, eles acabaram no Dreamland Studios, uma capela de madeira convertida em Woodstock, Nova York. Rios continuou a lançar uma música por mês durante um ano, compilando-as ainda sob o título This Marauder's Midnight(2014). Embora o álbum estivesse disponível no iTunes, Spotify e Deezer na maioria dos países, um lançamento físico internacional foi lançado no início de 2015.
A edição especial do disco contém um conto intitulado A Marauder's Midnight, escrito por Ríos e seu amigo Keith Godfrey, e ilustrado pelo artista belga Tinus Vermeersch.
Todos os vídeos para o álbum são, na verdade, performances ao vivo filmadas pelo diretor Michael Sewandono e, conseqüentemente, apresentam versões de áudio diferentes das do álbum. Estes também são compilados na edição especial. Uma versão dance remix do primeiro single do álbum "Gold" de Thomas Jack se tornou viral, alcançando o primeiro lugar nas paradas norueguesas.

## Discografia

### Albums
| Year | Album                    | Peak positions | Peak positions | Peak positions |
| Year | Album                    | BEL (Vl)       | BEL (Wa)       | NED            |
| ---- | ------------------------ | -------------- | -------------- | -------------- |
| 2004 | Ghostboy                 | 6              | –              | 24             |
| 2007 | Angelhead                | 2              | 97             | 34             |
| 2010 | The Dangerous Return     | 9              | –              | –              |
| 2014 | This Marauder's Midnight | 1              | 56             | 95             |

Mini albums
| Year | Album                                                       | Peak positions |
| Year | Album                                                       | BEL (Vl)       |
| ---- | ----------------------------------------------------------- | -------------- |
| 2007 | Morehead - A Couple of Covers and Some Alternative Versions | –              |

Albums ao vivo
| Year | Album   | Peak positions | Peak positions | Peak positions |
| Year | Album   | BEL (Vl)       | BEL (Wa)       | NED            |
| ---- | ------- | -------------- | -------------- | -------------- |
| 2005 | En Vivo | 27             | –              | 40             |

Albums de compilação
| Year | Album            | Peak positions |
| Year | Album            | BEL (Vl)       |
| ---- | ---------------- | -------------- |
| 2011 | Two Compilations | 78             |

Outros
- 2007: Angelhead + Morehead (2 CD Limited edition) (Angelhead album + Morehead mini album)

### Singles
| Year       | Single                                  | Peak positions | Peak positions | Peak positions | Peak positions | Album |
| Year       | Single                                  | BEL (Vl)       | BEL (Wa)       | NED            | NOR            | Album |
| ---------- | --------------------------------------- | -------------- | -------------- | -------------- | -------------- | ----- |
| 2005       | "Unrock"                                | 54             | –              | –              | –              |       |
| 2006       | "What's This?" (Franti, Rios & Kowlier) | 5              | –              | –              | –              |       |
| 2007       | "Angelhead" / "Porque te vas"           | 15             | –              | –              | –              |       |
| 2007       | "Baby Lone Star"                        | 41             | –              | –              | –              |       |
| 2007       | "I'm Gonna Die Tonight"                 | 56             | –              | –              | –              |       |
| 2008       | "Stay" / "Voodoo Chile"                 | 61             | –              | –              | –              |       |
| 2010       | "Hallelujah" (Natalia & Gabriel Rios)   | 1              | 6              | –              | –              |       |
| 2010       | "Dauphine"                              | 16             | 42             | –              | –              |       |
| 2011       | "Straight Song"                         | 75             | –              | –              | –              |       |
| 2011       | "You Will Go Far"                       | 78             | –              | –              | –              |       |
| 2011       | "Tidal Wave"                            | 83             | –              | –              | –              |       |
| 2011       | "Gulliver"                              | 83             | –              | –              | –              |       |
| 2012       | "El ratón"                              | 83             | –              | –              | –              |       |
| 2013/ 2014 | "Gold"                                  | 4              | 40             | 61             | 1              |       |
| 2014       | "Police Sounds"                         | 57             | –              | –              | –              |       |
| 2014       | "Song No. 7"                            | 58             | –              | –              | –              |       |
| 2014       | "Skip The Intro"                        | 74             | –              | –              | –              |       |
| 2014       | "Swing Low"                             | 62             | –              | –              | –              |       |